# Powieście go wysoko
Powieście go wysoko (inne polskie tytuły: Powiesić go wysoko oraz Zemsta szeryfa; ang. Hang 'Em High) – amerykański western z 1968 roku.

## Fabuła
Oklahoma, rok 1876. Jed Cooper zostaje wzięty za złodzieja i mordercę. Kapitan Wilson wraz z ludźmi postanawiają go powiesić bez sądu. Cooperowi cudem udaje się przeżyć i wraca do zawodu szeryfa. Postanawia się zemścić i dopaść tych ludzi.

## Główne role
- Clint Eastwood - szeryf federalny Jed Cooper
- Inger Stevens - Rachel Warren
- Ed Begley - kapitan Wilson, wieszający Coopera
- Pat Hingle - sędzia Adam Fenton
- Ben Johnson - szeryf federalny Dave Bliss
- Charles McGraw - szeryf Ray Calhoun z Red Creek
- Ruth White - Madame „Peaches” Sophie
- Bruce Dern - Miller
- Alan Hale Jr. - Matt Stone, wieszający Coopera
- Arlene Golonka - Jennifer, prostytutka
- Dennis Hopper - prorok
- L.Q. Jones - Loomis, wieszający Coopera
- Michael O’Sullivan - Francis Elroy Duffy, więzień
- Joseph Sirola - Reno, wieszający Coopera